# Amplirhagada carinata
Amplirhagada carinata är en snäckart som beskrevs av Alan Solem 1981. Amplirhagada carinata ingår i släktet Amplirhagada och familjen Camaenidae. Inga underarter finns listade i Catalogue of Life.